# JuK
JuK är en fri musikspelare för skrivbordsmiljön KDE som hanterar och spelar upp samlingar av ljudfiler i formaten MP3, Ogg Vorbis, och FLAC.